# Magistrado de Bruselas

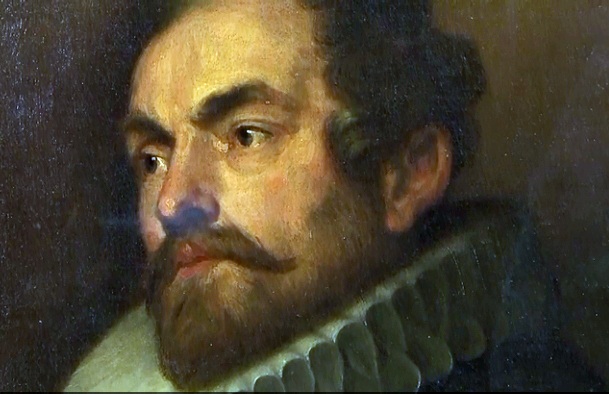
Primer plano de parte de la obra, antes de la restauración.

Magistrado de Bruselas es un boceto o una pintura al óleo sin terminar de Anton van Dyck, redescubierto en 2013 después de aparecer en Antiques Roadshow, un programa de televisión británico transmitido por la BBC, en el que tasadores de antigüedades viajan a varias regiones del Reino Unido (y ocasionalmente a otros países) para evaluar las antigüedades traídas por la población local. Los visitantes traen sus pertenencias para evaluar su autenticidad e interés, y se les da una valoración aproximada, seleccionándose las piezas de mayor interés para ser mostradas en televisión. A menudo los evaluadores profesionales dan un contexto histórico, artesanal o artístico bastante profundo acerca del artículo, agregando al programa un fuerte elemento cultural. Esto aumenta el atractivo del programa para las personas interesadas en el estudio del pasado o de algunas artesanías en particular, o ciertas artes, independientemente del valor monetario de los objetos. 
La pieza había sido comprada algunos años antes por 400 £ en una tienda de antigüedades de Nantwich (Cheshire) por el sacerdote católico Jamie MacLeod y colgada en la Casa de Retiros Ecuménicos Whaley Hall, que dirige, en Whaley Bridge. En un momento determinado el cuadro llegó a caer de la pared de la que colgaba, y rompió un reproductor de CD, pero no sufrió daños significativos. La obra estaba rotulada en el marco como perteneciente a Van Dyck, pero se pensaba que debía tratarse de una copia.  

La obra fue llevada en 2013 a una grabación de Antiques Roadshow en el Royal Agricultural College of Cirencester. Allí la presentadora Fiona Bruce reconoció la pieza como una posible obra de van Dyck. Se sugirió que el trabajo fuera tratado por un restaurador experto. La pintura fue restaurada por Simon Gillespie, quien utilizó solvente para eliminar capas de pintura excesiva en un proceso que duró el equivalente a tres semanas de trabajo a tiempo completo. La eliminación de los repintes permitió descubrir lo que parecía ser un retrato terminado en un boceto con detalles sin terminar. La lechugilla en particular está trazada solo en contorno. El trabajo fue confirmado como original de Van Dyck por Christopher Brown, un reconocido experto en la obra del pintor.

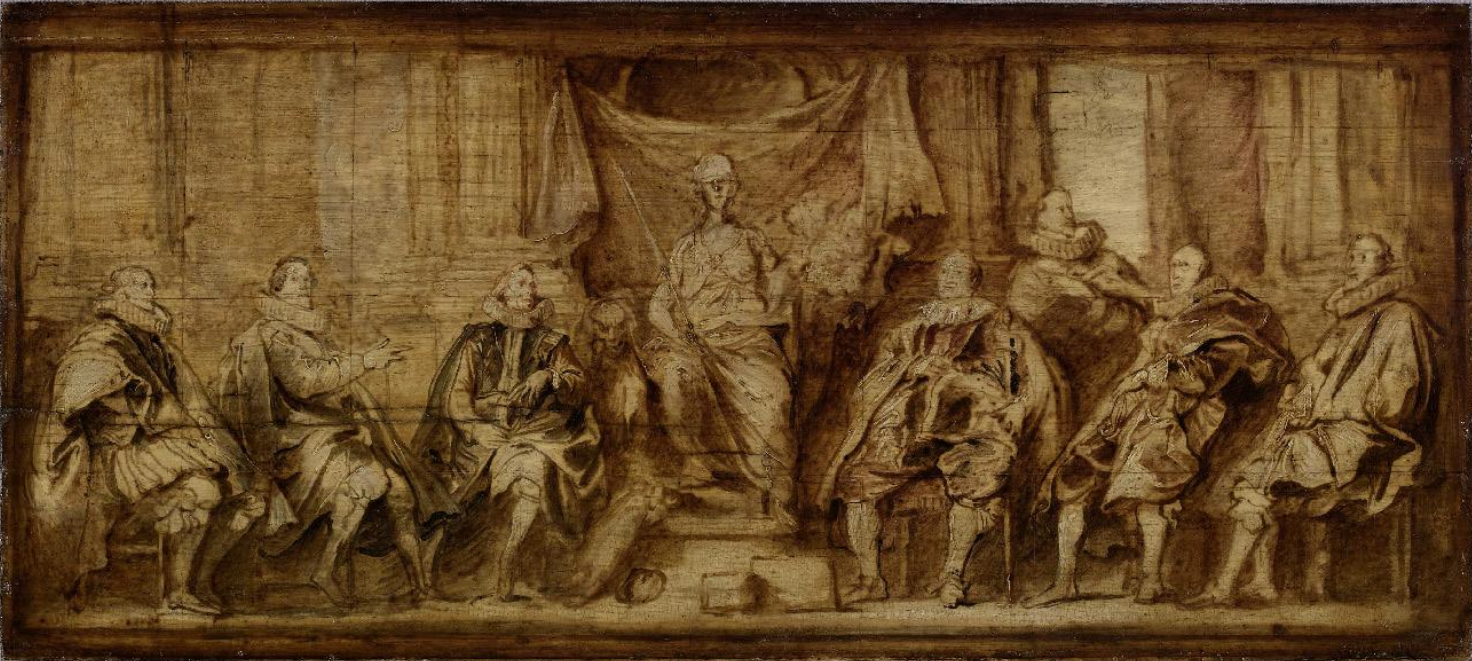
Los concejales de Bruselas alrededor de la estatua de la justicia, boceto en grisalla para la obra perdida, conservado en la Escuela de Bellas Artes (París)

Se identificó la pieza como un boceto preparatorio de Van Dyck para la obra Magistrados de Bruselas, de 1634-35, que fue destruida en el bombardeo francés de Bruselas de 1695. Su composición se conoce a partir de un boceto en grisalla conservado en la Escuela de Bellas Artes de París (Los concejales de Bruselas alrededor de la estatua de la justicia), que Van Dyck preparó para mostrar cómo planeaba diseñar el trabajo, que consistía en un retrato colectivo de siete magistrados del consejo situados alrededor de una estatua representando a la justicia.
Se sabe que existen al menos cuatro bocetos de cabezas de magistrados (incluyendo el ahora descubierto) para el cuadro destruido, cada uno con un fondo rosado distintivo. Dos están en el Museo Ashmolean de Oxford. Un tercero estaba en la colección del Museo de Arte de San Luis de 1952 a 2010, y luego se vendió a un coleccionista privado. La obra redescubierta en Inglaterra en el programa televisivo sería un boceto más de la serie (el cuarto). En concreto, se señaló que la pose de la persona retratada coincidía con la del individuo más a la derecha en el bosquejo en grisalla. Otra obra, conservada en la Royal Collection británica, podría pertenecer también a la misma serie.
Se valoró el boceto entre 300.000 y 400.000 £, y se convirtió en la pintura de mayor valor identificada en los 36 años de historia del programa. El padre MacLeod anunció su intención de venderlo y usar el dinero para comprar las campanas de la iglesia, en conmemoración del centenario del comienzo de la Primera Guerra Mundial. En mayo de 2014, se anunció que la obra se subastaría en Christie's el 8 de julio, pero no se pudo vender en esa ocasión. Más tarde fue vendida a un coleccionista privado. En 2015, la pintura fue prestada a la Rubenshuis (Casa de Rubens) de la ciudad de Amberes, y en 2016 se exhibió en la Colección Frick de Nueva York. A partir de septiembre de 2018, volvió a ser expuesta en la Rubenshuis como parte de un acuerdo a largo plazo. 